# بين كليفيرلي
بين كليفيرلي (بالإنجليزية: Ben Cleverley)‏ هو لاعب كرة قدم بريطاني، ولد في 12 سبتمبر 1981 في برستل في المملكة المتحدة. لعب مع فوريست غرين ونادي بريستول سيتي.

## وصلات خارجية
- بين كليفيرلي على موقع قاعدة بيانات كرة القدم.إي يو (الإنجليزية)
- بين كليفيرلي على موقع Soccerbase.com (لاعب) (الإنجليزية)